# ديريك ناش
ديريك نـاش (بالإنجليزية: Derek Nash)‏ هو عازف جاز بريطاني، ولد في 28 يوليو 1961 في ستوكبورت في المملكة المتحدة.

## وصلات خارجية
- ديريك نـاش على موقع ميوزك برينز (الإنجليزية)
- ديريك نـاش على موقع ديسكوغز (الإنجليزية)